# Scarabaeus kwiluensis
Scarabaeus kwiluensis là một loài bọ cánh cứng trong họ Bọ hung (Scarabaeidae).